# الجامعة التونسية لكرة القدم الأمريكية
الجامعة التونسية لكرة القدم الأمريكية (بالفرنسية: Association Tunisienne de Football Américain)‏ هي جامعة رياضية تونسية تأسست في 2017، تشرف على رياضة كرة القدم الأمريكية في تونس.

## أهداف
تهدف الجامعة إلى:
- تنظيم وتطوير ومراقبة ممارسة رياضة كرة القدم الأمريكية بمختلف أشكالها على التراب التونسي.
- إدارة وتنسيق أنشطة الجمعيات التي تضم الأعضاء الممارسين لرياضة كرة القدم الأمريكية بمختلف أشكالها.
- الدفاع عن مصالح رياضة كرة القدم الأمريكية في تونس.

## وصلة خارجية
- الموقع الرسمي للجامعة التونسية لكرة القدم الأمريكية.